# Phreatia cryptostigma
Phreatia cryptostigma är en orkidéart som beskrevs av Rudolf Schlechter. Phreatia cryptostigma ingår i släktet Phreatia och familjen orkidéer. Inga underarter finns listade i Catalogue of Life.